# Cora Coralina
Cora Coralina, pseudonimo di Ana Lins dos Guimarães Peixoto Bretas (Goiás, 20 agosto 1889 – Goiás, 10 aprile 1985), è stata una poetessa e scrittrice brasiliana, considerata una delle più grandi scrittrici brasiliane del XX secolo.

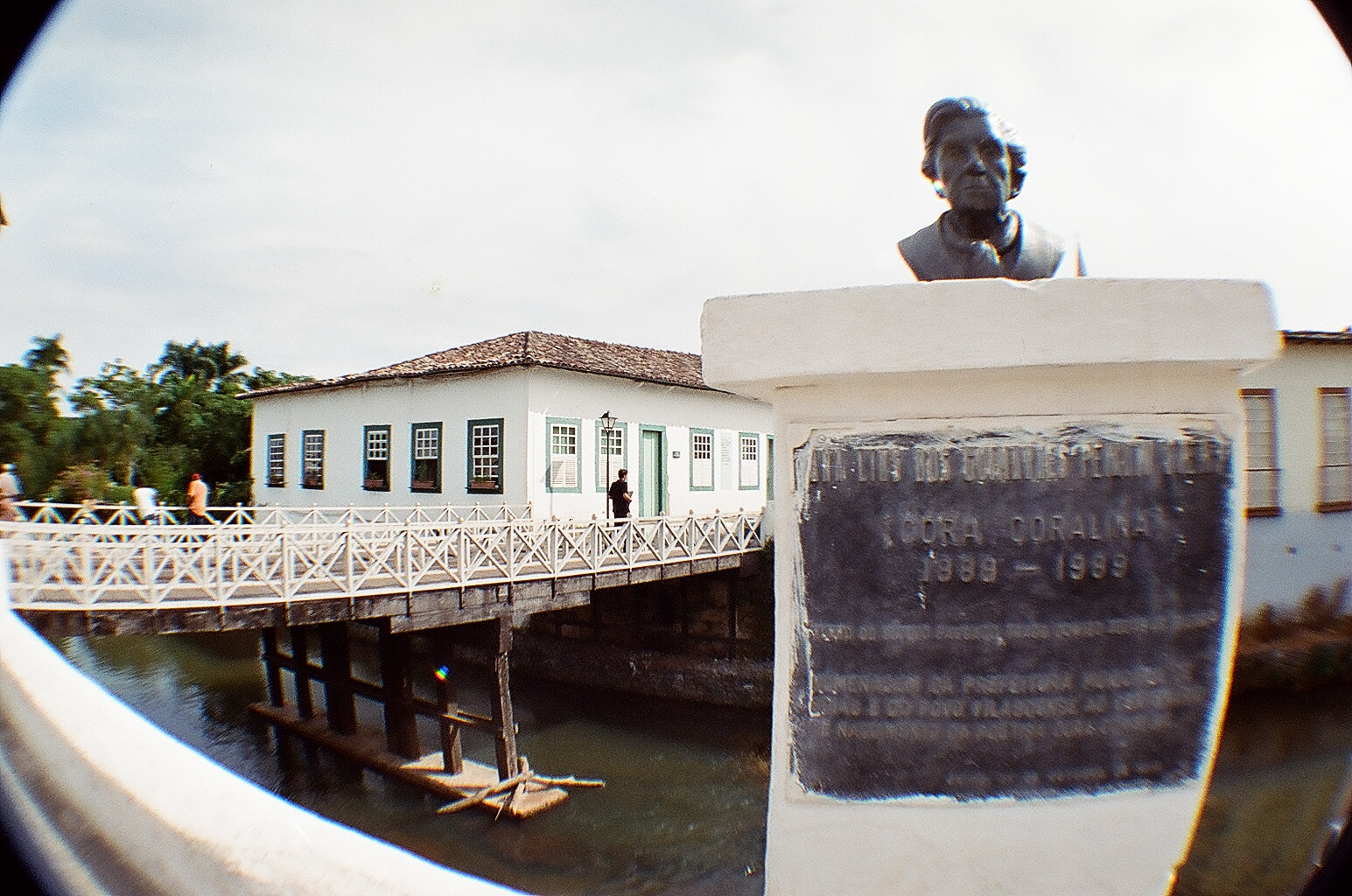
La Casa Velha da Ponte, dove Cora Coralina ha vissuto, a Goiás.

Pubblicò il suo primo libro Poemas dos Becos de Goiás e Estórias Mais nel 1965, quando aveva già 75 anni.
Passò tutta la vita nella semplicità della sua bottega di pasticceria, vivendo lontana dalle grandi metropoli e dalle mode letterarie del secolo scorso. Ha prodotto un'opera poetica ricca di fatti della routine quotidiana, in particolare delle viuzze della sua città natale, Goiás.
La sua casa natale, dove ha sempre vissuto dal 1889 al 1985 è una costruzione del secolo XVIII, una delle prime case della città di Goiás, situata sulla sponda del Rio Vermelho. Oggi la dimora è diventata un piccolo museo interattivo.

## Biografia
Cora Coralina nacque a Goiás il 20 agosto 1889 da Francisco Paula Lins Guimarães Peixoto, giudice sotto Dom Pedro II e da Jacinta Luísa do Couto Brandão. Cominciò a scrivere da adolescente, pubblicando i suoi testi sui quotidiani di Goiás e delle città vicine. Successivamente frequentò il Clube Literário Goiano, di Dona Virgínia da Luz Vieira. Questo ambiente le ispirerà la poesia Velho Sobrado. Verso il 1907 cominciò a pubblicare sul giornale letterario A Rosa. Nel 1910 sposò l'avvocato Cantídio Tolentino de Figueiredo Bretas, con il quale andò ad abitare nello stato di San Paolo, dove visse fino agli anni cinquanta, dove ha cresciuto sei figli. Oltre a gestire la sua vita familiare, Cora ha lavorato anche in un piccolo forno come pasticcera specializzata in torte. Il suo lavoro e la sua famiglia hanno assorbito molto del suo tempo ma ha continuato a scrivere, e solo dopo la morte del marito, a 75 anni, ha pubblicato le sue opere, la prima delle quali è stata Poemas dos Becos de Goiás e estórias mais. Dopo la morte del marito, si è dedicata all'agricoltura in una piccola tenuta nell'interno dello stato.
Le sue opere più note sono Poemas dos Becos de Goiás e estórias mais e Estorias da Casa Velha da Ponte. È particolarmente nota per i suoi scritti sulle questioni femminili, sulla vita nello stato di Goiás, sulla povertà dei brasiliani del nord-est e sulla mitologia dei riti afro-brasiliani che molti ancora praticavano. La sua poesia integra molte delle diverse culture del Brasile. Quasi tutti i suoi libri hanno avuto più di dieci edizioni e continuano ad essere ristampati negli anni successivi alla sua scomparsa, a dimostrazione della continua popolarità delle sue opere, oltre a una serie di volumi postumi dei suoi scritti e racconti personali.
Nel 1984, l'Unione Brasiliana degli Scrittori la nominò "personalità letteraria dell'anno". Carlos Drummond de Andrade, un illustre poeta in Brasile e uno degli scrittori più noti in America Latina, ha detto: "Ammiro Cora Coralina e la sua maestria nel vivere in stato di grazia con la sua poesia. Il suo verso è come acqua corrente, il suo lirismo ha il potere e la delicatezza del mondo naturale".
Dopo la morte del marito cominciò a vendere libri, ma quasi subito andò a vivere a Penápolis, dove si manteneva producendo salsicce e fritture di maiale. Si trasferì a Andradina e nel 1956 tornò definitivamente a Goiás. Fu in quest'epoca che Cora cominciò a firmarsi con il suo pseudonimo e a vivere quella parte della sua vita definita come "la perdita delle mie paure". Ha inciso un LP, prodotto dalla casa Paulinas Comep, con tutte le sue poesie.
Morì il 10 aprile 1985 nella sua casa natale, trasformata, poi, in un museo interattivo.

## Poetica
Gli elementi poetici di Cora Coralina fanno parte del quotidiano e della vita di tutti i giorni della sua Goiás. Queste piccole fonti le hanno dato la possibilità di diventare una scrittrice fra le più conosciute e amate in tutto il Brasile.
Ha sempre scritto con parole semplici ma significative, preoccupandosi di capire il mondo nel quale era inserita socialmente e ancora di più di comprendere il linguaggio con il quale veniva letto il suo lavoro letterario. Il fatto di essere quasi sempre vissuta nella sua città natale, con poche distrazioni, le ha permesso di scrivere con maggior ricchezza interiore.

## Nella cultura di massa
Kora corallina Simone, 2012, una specie di lumaca di terra brasiliana, è stata chiamata in suo onore.

## Opere
- Poemas dos Becos de Goiás e estórias mais (poesie), 1965 (José Olympio Editora).
- Meu Livro de Cordel, (poesie), 1976
- Vintém de Cobre - Meias confissões de Aninha (poesie), 1983
- Estórias da Casa Velha da Ponte (racconti), 1985
- Meninos Verdes (libro per bambini), 1986 (postumo)
- O Tesouro da Casa Velha (poesie), 1996 (postumo)
- A Moeda de Ouro que o Pato Engoliu (libro per bambini), 1999 (postumo)
- Vila Boa de Goias (poesie), 2001 (postumo)
- O Prato Azul-Pombinho (libro per bambini), 2002 (postumo)